# Dront dodo

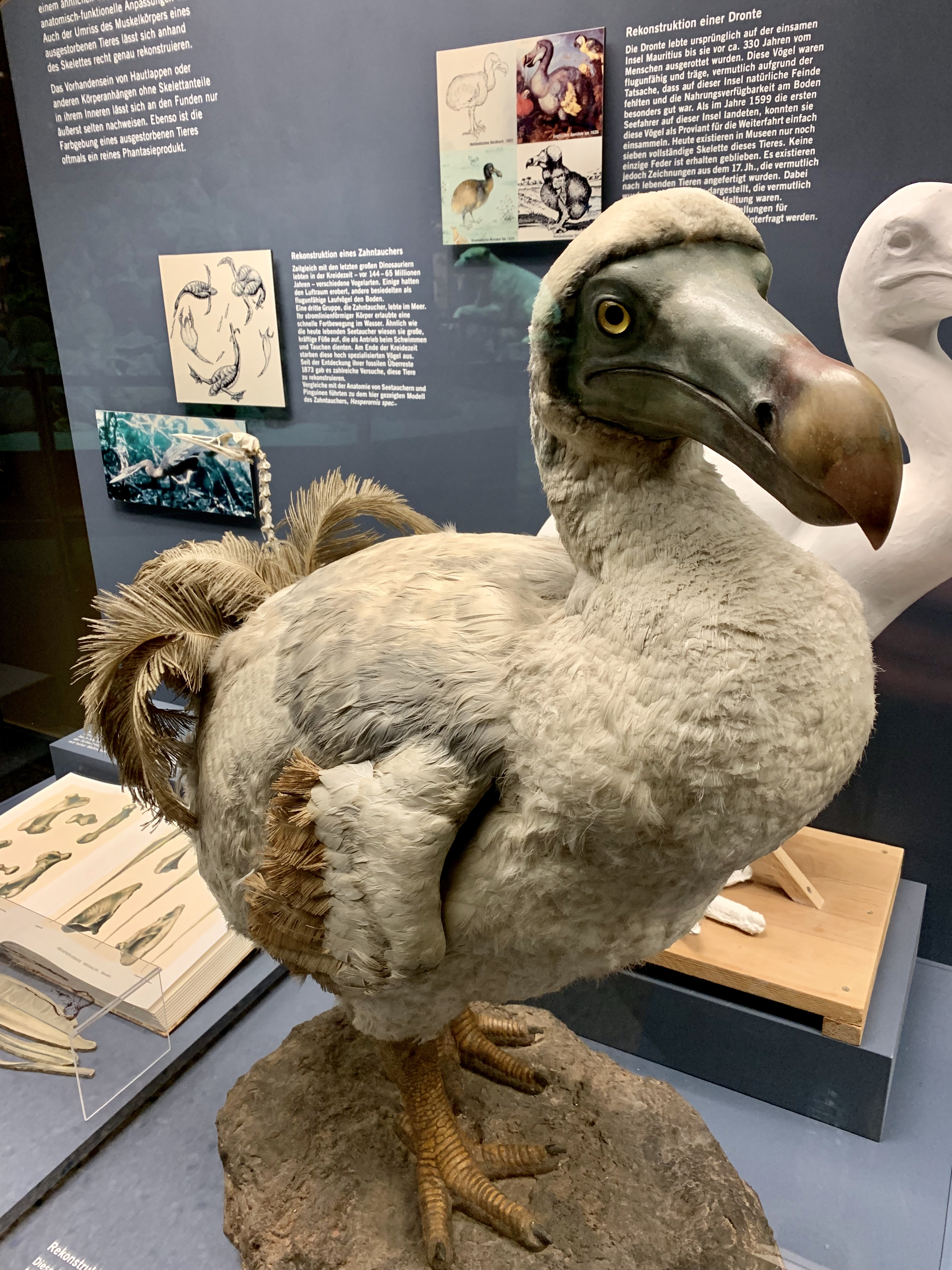
Model z berlińskiego Muzeum Historii Naturalnej

Dront dodo, dodo (Raphus cucullatus) – wymarły gatunek dużego ptaka z rodziny gołębiowatych (Columbidae), podrodziny treronów (Raphinae). Występował endemicznie na wyspie Mauritius. Najprawdopodobniej ostatnie ptaki tego gatunku zabito w 1662. Choć to właśnie dodo jest najczęściej wspominanym wymarłym gatunkiem, niemal nic nie wiadomo o życiu tych ptaków na wolności.

## Taksonomia
Po raz pierwszy zgodnie z zasadami nazewnictwa binominalnego gatunek ten opisał Karol Linneusz w 1758 w 10. edycji Systema Naturae. Błędnie wskazał miejsce pochodzenia holotypu jako Indie. Nowemu gatunkowi nadał nazwę Struthio cucullatus. Obecnie (2017) Międzynarodowy Komitet Ornitologiczny umieszcza dodo w monotypowym rodzaju Raphus; nie wyróżnia podgatunków. Do rodzaju Raphus gatunek ten przeniósł Mathurin Jacques Brisson; nazwę Raphus wspomniał w 1. tomie Ornitologie, zaś w tomie 5. pokrótce opisał dodo. Epitet gatunkowy cucullatus oznacza w łacinie „zakapturzony”, od cucullus „kaptur”. Dodo był już znany wcześniejszym autorom, którzy opisywali go między innymi pod nazwami Cygnus/Cignus cucullatus. Słowo dodo pochodzi od potocznego portugalskiego słowa doido, oznaczającego „głupi”.
W 2016 ukazały się wyniki badań molekularnych nad gołębiami. Potwierdziły one wcześniejsze przypuszczenia, zgodnie z którymi dront dodo, dront samotny (Pezophaps solitaria) i nikobarczyk (Caloenas nicobarica) są ze sobą blisko spokrewnione. Według wyników badań linie rozwojowe drontów: dodo i samotnego oddzieliły się od siebie około 13,1 mln lat temu, zaś wspólny przodek obydwu drontów od linii rozwojowej Caloenas oddzielił się około 18 mln lat temu. Oznacza to, że obydwa dronty oddzieliły się od swojego najbliższego latającego przodka co najmniej 10 mln lat przed wyłonieniem się z oceanu wysp Mauritius i Rodrigues, których endemitami później się stały. Według wcześniejszych badań (Pereira et al., 2007) dodo i dront samotny oddzieliły się od linii rozwojowej Caloenas 33,5–50 mln lat temu, zaś od siebie nawzajem 15–30 mln lat temu.
Fragment kladogramu rodziny gołębiowatych (Columbidae), na podstawie Soares et al. (2016):
|  | Caloenas maculata   |
|  |                     |
|  | Caloenas nicobarica |
|  |                     |

|  | Raphus cucullatus   |
|  |                     |
|  | Pezophaps solitaria |
|  |                     |

|  | Caloenas maculata   |
|  |                     |
|  | Caloenas nicobarica |
|  |                     |

|  | Raphus cucullatus   |
|  |                     |
|  | Pezophaps solitaria |
|  |                     |

|  | Caloenas maculata   |
|  |                     |
|  | Caloenas nicobarica |
|  |                     |

|  | Raphus cucullatus   |
|  |                     |
|  | Pezophaps solitaria |
|  |                     |

|  | Caloenas maculata   |
|  |                     |
|  | Caloenas nicobarica |
|  |                     |

|  | Raphus cucullatus   |
|  |                     |
|  | Pezophaps solitaria |
|  |                     |

Przez lata klasyfikacja dodo sprawiała problemy ornitologom. Był on uznawany za spokrewnionego ze strusiami, chruścielami, a nawet sępami. Jako pierwszy pokrewieństwo dodo z gołębiami zasugerował J.K. Rheinhardt w 1842 po przebadaniu czaszki przechowywanej w Kopenhadze. Początkowo pomysł ten nie spotkał się z aprobatą. Został zaakceptowany dopiero po tym, jak Strickland i Melville doszli do podobnego wniosku po przebadaniu spreparowanej głowy znajdującej się w Muzeum Historii Naturalnej w Oksfordzie. Bliskie pokrewieństwo dodo, dronta samotnego i zębacza zasugerował już Walter Rothschild w 1907 w Extinct Birds.

### Odkrycie
Mauritius, gdzie występowały dodo, najprawdopodobniej został odkryty przez arabskich kupców w XIII wieku, jednak nie osiedlili się oni na tej wyspie. Najprawdopodobniej pierwszy opis dodo sporządził Heyndrick Dircksz Jolinck. Przewodniczył on wyprawie badawczej, jednej z trzech zorganizowanych przez odkrywcę wyspy – Wajwijcka, w 1598. Odnotował:

[...] natrafiliśmy również na duże ptaki, ze skrzydłami tak dużymi jak te gołębie, toteż były nielotne, a Portugalczycy nazywali je pingwinami¹. Te ptaki miały żołądki tak duże, że jednym mogło się pożywić dwoje ludzi; były to najsmaczniejsze części tych ptaków

¹ Nie chodzi tu jednak o pingwiny w dzisiejszym tego słowa znaczeniu, gdyż występujące na wyspie pingwiny przylądkowe (Spheniscus demersus) Portugalczycy nazywali fotilicaios, a (najprawdopodobniej) o słowo pinion – „przycięte skrzydła”
Rok później, w 1599, do Holandii powrócił Jacob Cornelis van Neck, podczas którego podróży odkryto Mauritius. Tamtego roku ukazał się kolejny opis dodo.

### Okazy muzealne i zapis kopalny
Współcześnie w licznych muzeach przechowywane są szczątki subfosylne. Jedyne zachowane tkanki miękkie dodo zawierają się w spreparowanej głowie, znajdującej się w kolekcji w Muzeum Historii Naturalnej w Oksfordzie. W pierwszej połowie XVII wieku zaskakująco mało dodo docierało, zarówno jako żywe ptaki, jak i spreparowane okazy, do Europy. Jeden wypchany okaz wystawiano w Ashmolean Museum od przynajmniej 1656, jednak do 1755 ze spreparowanego ptaka zachowała się jedynie głowa i stopa. Okazy te są przechowywane w University Museum of Zoology w Oksfordzie. Druga stopa dodo przechowywana była w zbiorach w Londynie, jednak zaginęła i jej lokalizacja pozostaje nieznana. Aż do 1865 wymienione części ciała dodo były jedynymi dostępnymi okazami muzealnymi.
Pierwsze szczątki kopalne dodo odkryli właśnie w 1865 Harry Higginson i George Clark na bagiennym obszarze Mare aux Songes. Nie jest znane dokładne położenie miejsca, skąd wydobyto skamieniałości. W celu zapobiegnięcia rozprzestrzeniania się malarii bagno Mare aux Songes zasypano diabazami i żwirem. Dopiero w 2005 roku ponownie podjęto prace wydobywcze i odnaleziono liczne szczątki, w tym dodo; kości należały do 209 osobników. Kumulacja tych zwierzęcych szczątków nastąpiła między 4235 a 4100 rokiem p.n.e.
W 2009 w zbiorach na całym świecie znajdowało się około 10 szkieletów dodo. Jeden z nich, poskładany z kości kilku osobników, został w 2009 przetworzony na cyfrowy trójwymiarowy model w ramach programu prowadzonego przez Museum of Comparative Zoology Uniwersytetu Harvarda. Dwa spośród znanych szkieletów odnalazł na początku XIX wieku przyrodnik amator Louis Etienne Thirioux. W 1901 wykonano zdjęcie, na którym widnieje niekompletny szkielet dodo; los tego okazu pozostaje nieznany. Jeden ze szkieletów, prawdopodobnie z kości należących do 1 osobnika, przechowywany jest w Mauritius Institute (Port Louis), natomiast drugi, złożony z kości przynajmniej 2 osobników, w Durban Natural Science Museum (Durban, RPA). W Kopenhadze przechowywana jest czaszka dodo, odkryta w zbiorach w 1840. Początkowo należała do Bernardusa Paludanusa z Enkhuizen, kolekcjonera rzadkich przedmiotów. Pochodzenie tej czaszki nie jest znane.

## Morfologia

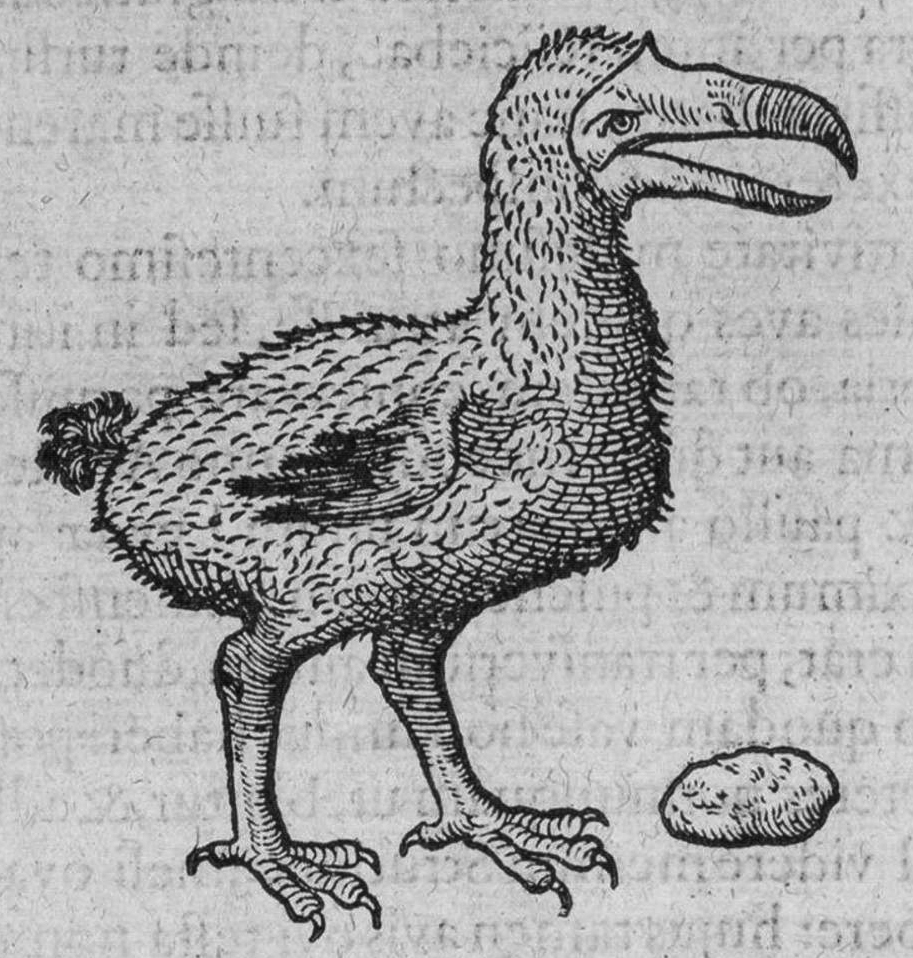
Pierwsze przedstawienie dodo

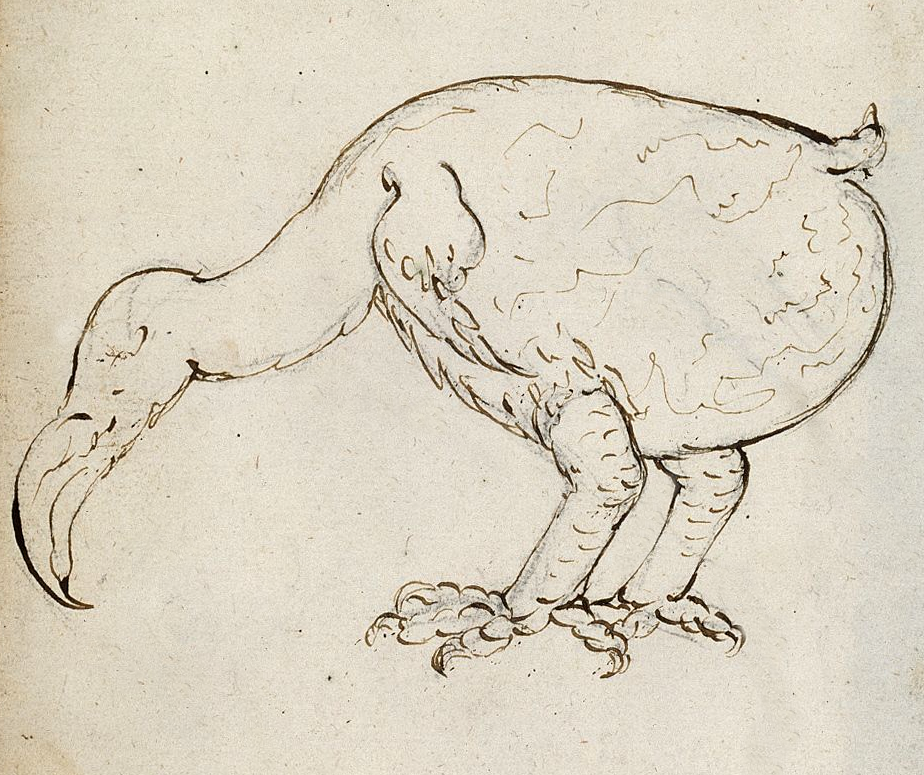
Szkic przedstawiający dodo (1601)

Morfologia i masa ciała dodo była przedmiotem sporów. Na pierwszym przedstawieniu tego ptaka widnieje ptak stosunkowo chudy. Niewiele istnieje wiarygodnych przedstawień dodo w sztuce; część obrazów opierała się na obserwacji osobników przywiezionych do Europy lub na źle wypchanych osobnikach. Część przedstawionych na obrazie cech dodo mogła brać się z fantazji autora, jako że w XVI i XVII wieku dodo bywały uznawane za niesamowite, ale wyimaginowane ptaki. Do tego nie jest jasne, czy na obrazach przedstawiono ptaki dzikie, czy może utuczone ptaki z niewoli. Jedyne ilustracje, co do których istnieje pewność, że przedstawiają ptaki żywe lub świeżo zabite, sporządził Joris Joostensz Laerle (jeden z jego szkiców przedstawiono po prawej). Szacunkowa masa ciała ptaków wypatroszonych wynosiła 8–10,8 kg, masa ciała żywych ptaków mogła więc mieścić się w przedziale 10,6–14,3 kg (inne źródło mówi o najniższych szacunkach rzędu 9,5 kg). Możliwe, że masa ciała dodo zmieniała się w zależności od pory roku. Angst et al. (2011) zasugerowali, że dotychczasowe zawyżone szacunki masy ciała wynikały z użycia długości kości udowej, tibiotarsusu i skoku.
Długość ciała dodo wynosiła około 70–75 cm. Upierzenie najprawdopodobniej było zmienne, mogło przybierać różne odcienie szarości, brązu, barwę żółtobrązową, czarną i białą. Przód głowy był nagi, miał barwę popielatą lub niebieskawą. Dziób był popielaty, czarniawy lub żółtawy. Tęczówka biała, nogi żółtawe lub czarniawe; pazury czarne. Niektóre z opisanych elementów fenotypów mogły zależeć od wieku czy płci ptaka, jednak nic na ten temat nie wiadomo. Analiza szczątków kopalnych wykazała, że u dodo występował dymorfizm płciowy; samce były większe od samic. Najwcześniejsze zapiski (1599) wspominają o charakterystycznym wyglądzie skrzydeł dodo. W ich miejscu miały być widoczne jedynie trzy lub cztery czarne lotki. W miejscu ogona miało znajdować się kilka zakręconych szarych piór. Według części autorów sterówki były poskręcane i zachodziły na grzbiet. Opisy dotyczące kolorystyki i samego upierzenia różnią się. Według badań z 2017 ptaki opisywano jako pokryte wyłącznie czarnym puchem były pomiędzy jednym a drugim pierzeniem, za to te okryte puszystymi piórami były świeżo po pierzeniu.

## Ekologia i zachowanie
Dodo zamieszkiwały głównie suche nizinne lasy. Wiedza o dodo wzrastała wraz z napływem marynarzy powracających z Mauritiusu, jednak tylko jeden anonimowy Holender wspomniał o diecie dodo (1631); według niego jadły one owoce. Zasugerowano mutualizm zachodzący między roślinami z gatunku Calvaria major a dodo. Jeśli takowy okazałby się prawdą, oznaczałoby to, że dodo zapuszczały się również w bardziej wyżynne tereny. Pierwsi marynarze docierający na Mauritius często wspominali o gastrolitach znalezionych w dodo ze względu na ich przydatność w ostrzeniu noży; najwyraźniej składnikiem diety tych ptaków musiały być twarde nasiona. Cauche (1651) odnotował, że dodo składały jedno białe jajo na ziemi, w stercie trawy w lesie; głos młodych miał przypominać gęganie gęsi. Cauche nigdy jednak nie odwiedził Mauritiusu i mógł pomylić opis dodo z opisem kazuarów. Brak jest pewnych informacji na temat zwyczajów dodo. Nowe informacje przyniosło badanie uwzględniające m.in. histologię kości, lokalne uwarunkowania przyrodnicze i ekologię żyjących na Mauritiusie współcześnie ptaków, którego wyniki opublikowano w 2017. Ustalono, że okres lęgowy rozpoczynał się prawdopodobnie w okolicach sierpnia. Pierzenie miało zaczynać się pod koniec lata, czyli mniej więcej w marcu. Młode rosły szybko i uzyskiwały dorosłość jeszcze przed nadejściem pory cyklonów.

## Status i wymarcie
IUCN uznaje gatunek za wymarły (EX, Extinct). Do wymarcia dodo przyczynił się odłów przez napływających na wyspę ludzi – były to ptaki duże, a więc atrakcyjne, i niezbyt bojaźliwe – oraz plądrowanie gniazd przez wprowadzone na wyspy świnie. Choć według zapisków z 1599 pogryzienie większości mięsa dodo nastręczało osadnikom trudności, pierś i żołądek tych ptaków uważali za przysmak. Data wymarcia podawana jest różnie, od 1662 do 1693. W większości zapisków sprzed 1620 dodo są wspomniane, później zdarzało się to rzadziej. Odłów przez ludzi dotyczył tylko najlepiej dostępnych, nadbrzeżnych regionów. Za zniknięcie dodo z interioru wyspy muszą więc odpowiadać wprowadzone na nią drapieżniki. Zapiski odwiedzających wyspę Holendrów, którzy zajmowali Mauritius w latach 1598–1710, wskazują na obecność na wyspie szczurów śniadych (Rattus rattus). Niszczą one lęgi ptasie, jednak znane są przypadki niewymierania ptaków mimo obecności szczurów śniadych, jak to miało miejsce w przypadku chruścielowców białogardłych (Dryolimnas cuvieris) podg. aldabrensi. Większe i bardziej drapieżne szczury wędrowne (Rattus norvegicus) najprawdopodobniej nie pojawiły się na Mauritiusie przynajmniej przez kolejne 100 lat. Możliwe, że ostatnie dodo zostały zabite w 1662 na przybrzeżnej wysepce Ile d’Ambre. Późniejsze doniesienia o dodo mogą nie być wiarygodne, ponieważ do 1668 nazwa Dodaersen miała zmienić znaczenie i być używana w odniesieniu do chruścielowców rdzawych (Aphanapteryx bonasia).
Zainteresowanie dodo zmalało przed nadejściem XIX wieku. Pojawiły się wątpliwości, czy ten ptak rzeczywiście istniał, podyktowane pozornym brakiem okazów muzealnych. Duncan (1828) i Broderip (1837) analizowali dostępny materiał pod kątem jego wiarygodności. Wątpliwości rozwiało dopiero odkrycie szczątków kopalnych dodo w 1865. Istnieją jedynie trzy udokumentowane przypadki przetrzymywania żywych drontów dodo poza Mauritiusem. Peter Mundy odnotował, że dwa ptaki trzymano w Surat w okresie między 1628 a 1634, zaś Sir Hamon L’Estrange natrafił na dodo w Londynie w 1638.

## Dodo w kulturze

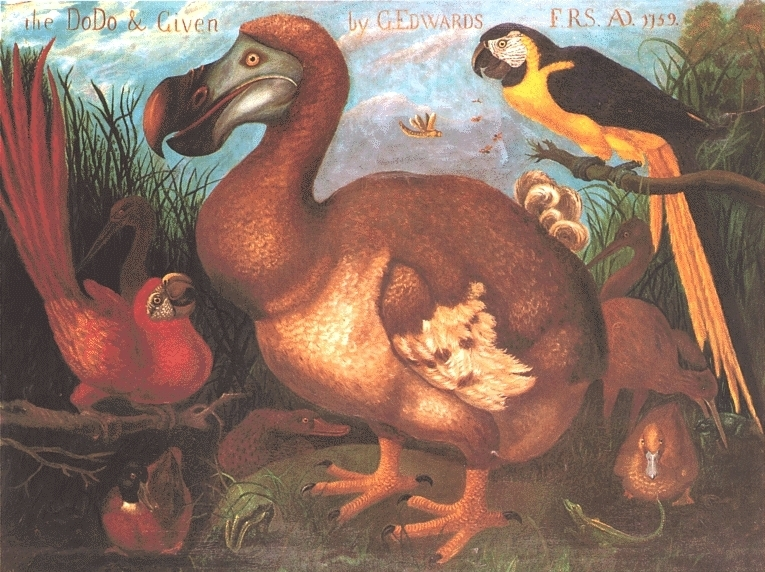
Obraz Dronta dodo autorstwa Georga Edwardsa wykonanego na podstawie obrazu Roelandta Savery'ego z ok. 1626 roku

Dodo w kulturze stał się symbolem wymierania. W języku angielskim istnieje powiedzenie dead as dodo – martwy jak dodo, oznaczające coś utraconego bezpowrotnie.
Dodo jest jednym z bohaterów Alicji w Krainie Czarów.
Walter Rothschild w 1907 wymienił 14 obrazów, na których znajdują się dodo. Najbardziej znanym obrazem jest prawdopodobnie ten namalowany przez Roelandta Savery'ego około 1626 roku a skopiowany przez angielskiego ornitologa Georga Edwardsa. Przechowywany jest obecnie w Muzeum Historii Naturalnej w Londynie. Zawarte na nim przedstawienie dodo zyskało szeroką akceptację w kulturze.
Rudolf II Habsburg zlecił Jacobowi Hoefnagelowi uwiecznienie zwierząt znajdujących się w jego menażerii w Pradze. Na jednym z obrazów (ok. 1602) przedstawiony jest dodo. Nie jest jednak pewne, czy ten rzeczywiście żył w menażerii wspomnianego cesarza. Zilustrowany ptak zdaje się być wzorowany na niedbale wypchanym okazie, na co wskazują między innymi dziwnie układające się skrzydła oraz stan głowy, prawdopodobnie uległej mumifikacji. Carolus Clusius, profesor botaniki w Lejdzie, w 1605 ukończył swoje dzieło Exoticorum Libri decem. Przerysował podobiznę dodo wprost z dziennika van Necka, dorysował również gastrolit (nieuwzględniony w oryginale). Oryginał dziennika van Necka zaginął, więc kopia Clusiusa odegrała kluczową rolę w odtwarzaniu wyglądu dodo.